# فرودگاه صحرایی مک‌کالا
فرودگاه صحرایی مک‌کالا (به انگلیسی: McCalla Field) (به زبان بومی: Naval Station Guantanamo Bay) یک فرودگاه نظامی است که یک باند فرود آسفالت دارد. این فرودگاه در کشور کوبا قرار دارد .